# 他人の欠点
他人の欠点は、小野拓実による日本の漫画作品。読者に反響のあった名作が選集されている。

## 他人の欠点
あらすじ

登場人物

## 立場のない姉
姉妹格差をテーマにした作品。
あらすじ

登場人物
真波
本編の主人公。41歳。
沙也
真波の妹。40歳、専業主婦。

## 援助なんかしたくない
仕送りをテーマにした作品。
あらすじ
従業員数6名という小会社に20年以上も勤務し続けてきた由美は、業績悪化のあおりで正社員からパートに格下げされてしまう。そんな中、さらに追い打ちをかけるように夫・裕介が失業し、生活苦に陥っていた。そんな中、「大事な話がある」と義姉・みのりが家まで訪ねてきた。
登場人物
杉本由美
本編の主人公。40歳、パート従業員。
杉本裕介
由美の夫。33歳、無職。
杉本みのり
裕介の姉。35歳、バツイチのシングルマザー。
横柄で厚かましい性格。弟夫婦から毎月10万円の仕送りを貰っている。
義母（仮称）
裕介の母。定年過ぎ。
嫁である由美に対し、辛く当たっている。

## 傍観者ではいられない
騒音トラブルをテーマにした作品。
あらすじ
数ヵ月前、4軒が軒を連ねる建売住宅の一角に引っ越してきた麻生一家。
登場人物
麻生
本編の主人公。30代前半、子持ちの専業主婦。
気弱な性格。隣人である加藤や藤田の横柄な態度に対し、日々頭を悩ませている。
加藤
麻生家の隣人。30代後半、子持ちの専業主婦。
自己中心的で他人の迷惑を省みない性格。高圧的な言動が目立つ。
藤田
麻生家の隣人。30代後半、子持ちの専業主婦。
自己中心的で他人の迷惑を省みない性格。陰湿な言動が目立つ。

## 友人の離婚
離婚をテーマにした作品。
あらすじ

登場人物
真冴（まさえ）
本作の主人公。45歳。